# 가 떤

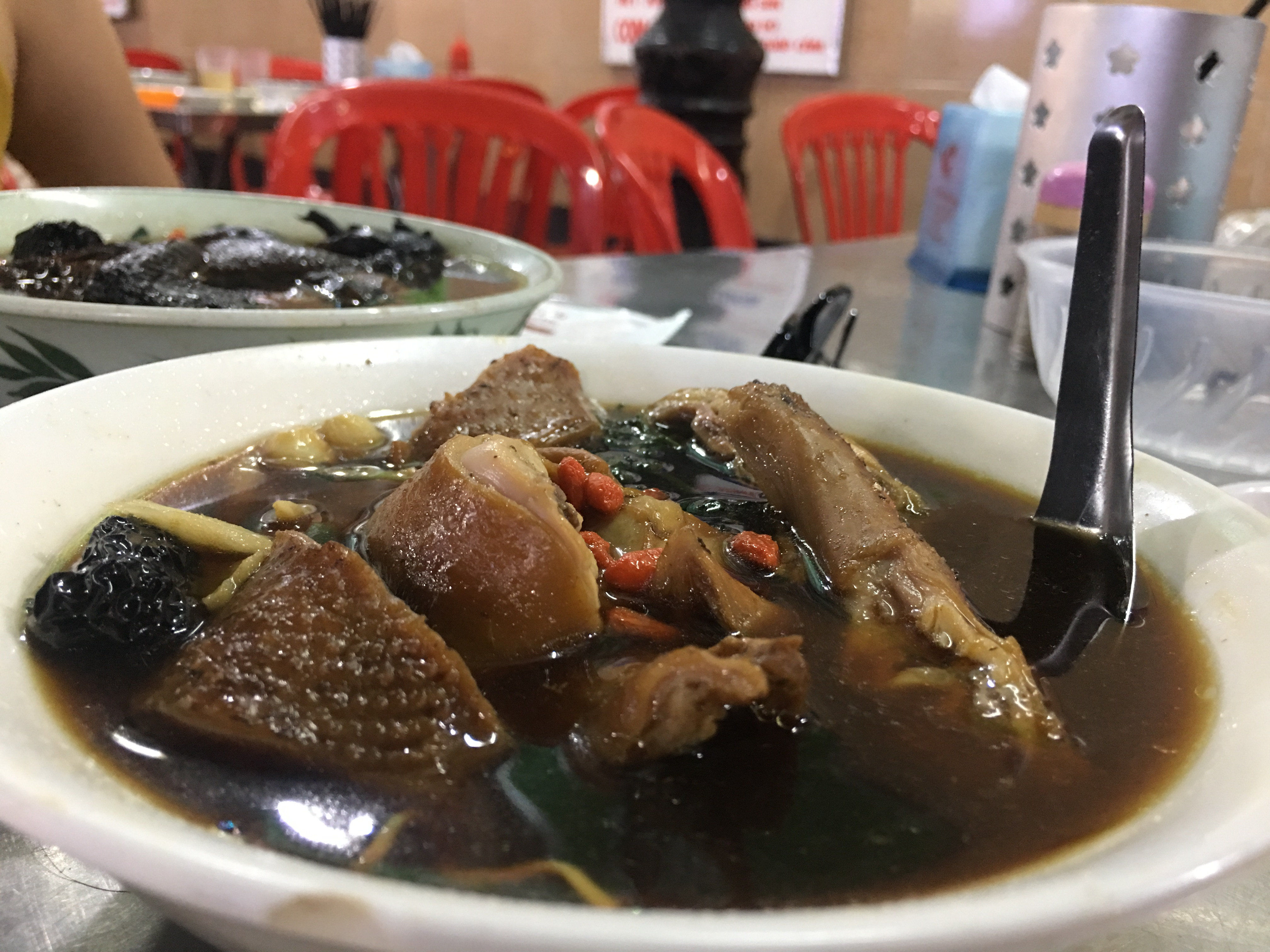
가 떤

가 떤(베트남어: gà tần) 또는 가 띠엠(베트남어: gà tiềm)은 베트남의 닭고기 요리이다. 건강식, 회복식으로 여겨지며, 임산부가 먹기도 한다. 베트남의 토종 오골계가 주재료이며, 여러가지 한방 재료로 속을 채운다.

## 같이 보기
- 삼계탕